# شيتا (شخصية)
شيتا هي شخصية خيالية في دي سي كومكس من ابتكار وليام مولتون مارستون وهي تعتبر أكثر أعداء المرأة المعجزة شهرة.